# مقاطعة تشيروكي (كانساس)
مقاطعة تشيروكي (بالإنجليزية: Cherokee County)‏ هي إحدى المقاطعات في ولاية كانساس، الولايات المتحدة الأمريكية.